# Sabinowie
Sabinowie (l.poj. Sabin, r. ż. Sabinka, Sabinki; łac. Sabini) – lud Italików z grupy osko-umbryjskiej zamieszkujący w starożytności środkową Italię.
Od etnonimu Sabinów pochodzi imię Sabin (Sabinus), a pośrednio nazwa Sabinian.

## Sabinowie a Rzym
Mieli istotny wpływ na rozwój Rzymu, na jego kulturę i państwowość, co potwierdzają dane archeologiczne, lingwistyczne, kulturoznawcze i religioznawcze. W 290 p.n.e. zostali podbici przez Rzymian po III wojnie samnickiej. W 268 p.n.e. otrzymali obywatelstwo rzymskie, lecz bez prawa głosu. Przypuszczalnie to z kultury sabińskiej wywodzi się m.in. rzymskie święto Februa (później znane jako Luperkalia). Rzymski bóg Soranus również wywodzi się z mitologii sabińskiej.

### W legendach
Rzekomo król Rzymu Numa Pompiliusz był Sabinem lub był pochodzenia sabińskiego. Sabinowie pojawiają się także w rzymskiej legendzie o porwaniu Sabinek. Według legendy Rzym powstał z połączenia osad latyńskich i sabińskich.

## We współczesnej kulturze
Sabinowie pojawiają się w grze Total War: Rome II.